# Batalla de Parwan
La batalla de Paruán (también conocida como Pirvan, Parvan o Parwan) fue un enfrentamiento militar librado en septiembre de 1221, durante la invasión mongola de Corasmia. En el combate se enfrentaron los ejércitos del Imperio jorezmita, encabezados por el joven sah Yalal ad-Din Mingburnu, y los del naciente Imperio mongol, liderados por el ministro Shijijutag, finalizando con una completa victoria de los primeros. Sin embargo, posteriores disputas internas entre los mandos jorezmitas impidieron sacarle provecho a la victoria y el sah sería vencido en la posterior batalla del Indo.

## Antecedentes
A inicios de 1221, el nuevo sah del Imperio jorezmita, Yalal ad-Din Mingburnu, buscaba reunir un ejército para enfrentar la invasión que sus dominios padecían a manos del Imperio mongol del jagán Gengis Jan. Se dirigió a la antigua capital, Gurganj, pero los emires preferían instalar a su hermano Uzlaq Sah como monarca. Después de descubrir una conspiración contra su vida, Yalal ad-Din escapó con 300 fieles, cruzó el desierto de Karakum y venció a un destacamento mongol cerca de Nisa. Cuando llegó a Nishapur intentó reclutar un ejército, pero debió abandonarla cuando los mongoles llegaron inesperadamente. Las tropas invasoras lo persiguieron por Jalistán, pero el sah logró eludirlas hasta llegar a Bost. Ahí se unió con un ejército encabezado por su tío materno, Amin Melik, y juntos llegaron a Gazni y posteriormente vencieron a un contingente mongol en Qandahar.
Amin Melik es descrito, según la fuente, como un emir turcomano o gobernante de Herat que mandaba contingentes de turcomanos y turcos jalyi o de turcos qangli y jalyi. Había abandonado Herat y buscado refugio en Gazni, donde contactó con jefes tribales locales para reunir un ejército.
Cuando el sah llegó a Gazni, el emir salió a recibirlo y tanto soldados como vecinos recibieron entre aplausos a Yalal ad-Din, quien se comprometió o contrajo matrimonio con una de las hijas del emir y pasó el invierno en la ciudad, por lo que pronto muchos guerreros fueron a unírseles. Así, la urbe se volvió la capital de los jorezmitas.
Yalal ad-Din aprovechó el verano para reclutar a miles que deseaban defender sus hogares después que se extendieran las noticias de la destrucción de Bamiyán a manos de los invasores. Entre aquellos estaba Seif ud din Agruk, antiguo gobernante de Herat o gobernador de Balj o jefe de los turcos jalyi, A'zam Malik y Malik Shir, jefes de un gran contingente de gúridas, Muzaffar Malik, caudillo de los afganos o pastunes, al-Hassan, líder de los turcos qarluq, y varios jefes de los turcos oguz.
Finalmente, Yalal ad-Din marchó a Waliyan, urbe asediada por una tropa mongola a la que derrotó completamente. Regresó a Gazni y posteriormente reorganizó sus fuerzas en Paruán. El jagán envió a su jefe de justicia e hijo adoptivo, Shijijutag, partir de Herat, atravesar el Gran Jorasán y llegar a Gazni para acabar con el sah.

## Fuerzas enfrentadas

### Jorezmitas
Las obras de Khwandamir señalan que cuando Jalal al-Din se reunió en Gazni con los emires Agruk y Amin Melik, antiguo gobernante de Herat, el primero tenía 40 000 turcos qangli y jalyi y el segundo «innumerables soldados». Sin embargo, otras ediciones dan la cifra de 60 000 como el total. Por su parte, Ibn al-Athir escribió que el sah tenía 60 000 soldados que había luchado con su padre, y Juzjani daba la cifra de 130 000 jinetes a los que describía como valientes y perfectamente armados de origen turco, jalyi, gúrida, tayiko y oguz. El armenio Bar Hebraeus declaró que Jalal al-Din contaba con 90 000 jinetes selectos.
En cambio, Juvayni afirmaba que Amin Melik tenía 50 000 soldados en Gazni y después se sumaron Agruk con otros 40 000 y los jefes de los gúridas. Sin embargo, posteriormente escribió que el ejército reunido sumaba 60 000 a 70 000 guerreros bien armados. Amin Melik abría aportado con 20 000 hombres y Agruk, A'zam Malik y otros emires con otros 20 000. Nasawi, secretario personal de Jalal al-Din, sostenía que el sah y Amin Melik tenía muchos soldados, pero rápidamente se le unieron Agruk, Muzaffar, al-Hassan y A'zam con 30 000 combatientes cada uno. Hamadani escribió que Melik contribuyó con 40 000 hombres, Agruk con otro tanto y los jefes oguz con un número no mencionado.
Spencer Tucker y Richard y Trevor Dupuy calculan que la fuerza de Yalal al-Din era de 120 000 guerreros. El historiador británico Frank McLynn acepta los datos aportados por Juvayni sobre las fuerzas jorezmitas, entre 60 000 y 70 000 hombres. El historiador Henry Hoyle Howorth concordaba con él, agregando que 40 000 los aportó Amin Melik. El holandés Leo de Hartog también apoya ese número, pero agrega que las diferencias tribales eran la principal debilidad de esa fuerza. El historiador afgano Ali Ahmad Jalali cree que los musulmanes sumaban sesenta a setenta mil soldados, de los cuales treinta millares fueron aportados por Amin Melik. El erudito sueco Carl Fredrik Sverdrup da una cifra mucho más reducida: 15 000 soldados. El académico estadounidense Christopher Atwood teoriza que el ejército musulmán era más numeroso, pero estaba peor equipado y consistía principalmente de infantería. En cambio, De Hartog cree que las tropas estaban bien equipadas.

### Mongoles
Juvayni afirmaba que el ejército mongol sumaba 30 000 guerreros. Sin embargo, en otra parte de su obra menciona que eran 10 000 a 12 000 jinetes mongoles que fueron enviados a cazar al sah antes de que llegara a Gazni, como no encontraron resistencia saquearon la ciudad y luego continuaron hacia Paruán, pero vencidos huyeron a Taloqan con su jagán. Juzjani afirmaba que los jinetes mongoles y aliados sumaban entre 40 000 a 45 000 en distintas partes de su obra. Sin embargo, Gıyâseddîn-i Hândmîr, afirmó que lucharon 30 000 mongoles. También agregó que el propio jagán y dos de sus generales más prestigiosos dirigieron la batalla, en cambio, Nasawi afirmaba que fue Tolui, y que aquel murió en el combate. Hamadani escribió que el jagán envió 30 000 hombres al mando de los generales Takachak, Mulgar, Ukar-Kalya y Kutur-Kalya. Şihâbüddîn (Ebü'l-Abbâs) Ahmed ibn Yahyâ ibn Fazlillâh el-Ömerî, funcionario del Sultanato mameluco del siglo XIV, escribió en su enciclopedia que cuando Jalal al-Din ocupó Gazni, el jagán envió 12 000 combatientes que fueron vencidos. Posteriormente, Gengis Jan envió a otros 70 000 efectivos hacia Kabul, quienes nuevamente acabaron derrotados.
Howorth, Tucker y los Dupuy estiman que el ejército mongol sumaba apenas 30 000 efectivos. Por su parte, McLynn eleva el número a 45 000 a 50 000 combatientes. Nuevamente, Sverdrup da una cifra más baja: 10 000. Jalali considera que posiblemente el contingente sumara 8000 a 10 000 mongoles.

## Ubicación
Juzjani ubicó el campo de batalla junto al río Barani, cerca de Gazni.  Gıyâseddîn-i Hândmîr registró que la derrota mongol sucedió cerca de Barani. Por su parte, Isfizari detalla que Paruán se encontraba entre Bamiyán y Gazni. En cambio, Athir afirma que el enfrentamiento se dio en Balq, en el distrito de Gazni.
El lingüista británico Henry George Raverty creía que la batalla sucedió del actual río Lohgar o Logar, afluente del río Kabul. El historiador turco Mürsel Öztürk sostiene que debió ocurrir en la confluencia de los ríos Gorband y Panchir, al noreste de Charikar. Su colega francés, René Grousset, tiene la postura que Paruán estaba ubicada al norte de Kabul. Richard Frye propone que Paruán estaba cerca del río Panchir.

## Combate
Según Ibn al-Athir, el combate duró tres días. En cambio, Bar Hebraeus afirmaba que duró solamente dos jornadas. Juvayni y Gıyâseddîn-i Hândmîr también creen que duró dos días. Shigi Qutuqu estaba muy confiado por las continuas victorias mongolas, así que no dudó en presentar batalla a un enemigo más numeroso en un valle estrecho y poco apto para su caballería.
Por su parte, según Bar Hebraeus, Yalal ad-Din ordenó a sus guardia personal desmontar y disparar flechas a sus enemigos, quienes respondieron de igual manera. En cambio, Hamadani mandó a todo su ejército desmontar y atar las riendas de sus monturas a los cinturones de sus hombres. El sah puso a su ala izquierda a cargo de Agruk y la derecha de Amin Melik, mientras que él asumió el mando personal del centro. En el primer día de combate, el estrecho terreno impidió a los mongoles realizar sus tácticas habituales y Amin Malik empujo al flanco izquierdo mongol de vuelta a su campamento. El intercambio de flechas continuó hasta el anochecer. Ambos ejércitos pernoctaron en el lugar. Juvayni mencionó que la división de Amin Melik, compuesta por los 10 000 mejores guerreros del ejército, cargó e hizo retroceder a la fuerza mongola que tenía enfrenta. Posteriormente, se enviaron refuerzos al centro y la izquierda islámicas para que pudieran hacer lo mismo. La lucha duró hasta el oscurecer, cuando ambos ejércitos se retiraron a sus campamentos, y dejó muchos muertos en ambos bandos.
En la noche, Shigi Qutuqu ordenó montar guerreros de paja en algunas monturas para simular que estaban llegando refuerzos mongoles. Parecían formar una segunda línea detrás del ejército invasor. Al día siguiente, las tropas islámicas fueron engañadas y quisieron huir a una colina. Sin embargo, el sah les convenció de quedarse afirmando que seguían siendo más numerosas, rechazando ofertas de buscar refugio para él en la India.
Los mongoles decidieron acabar con la división de Agruk, seleccionaron a sus mejores tropas y atacaron al ala izquierda jorezmita. La fuerza de Agruk se mantuvo firme y se dedicó a dispararle flechas constantemente hasta que los invasores empezaron a retirarse a su campamento, entonces el sah ordenó perseguirlos. Resultó ser una retirada fingida, pues los mongoles dieron media vuelta y atacaron a Agruk y sus hombres, matando a casi 500 musulmanes. En esos momentos el sah ordenó una carga final para desbaratar al enemigo.
El ejército de Yalal ad-Din, más numeroso, atacó por ambos flancos y empezó a rodear a los mongoles, quienes acabaron colapsando, incapaces de moverse adecuadamente por el terreno. Cuando los jorezmitas atacaron el centro mongol, la formación de los invasores se perdió y abandonaron sus estandartes y su posición. Muchos mongoles murieron en el combate o fueron cazados al intentar huir. Unos quinientos héroes mongoles murieron. Las bajas de los vencedores fueron pocas en comparación al alto número de mongoles caídos.

## Consecuencias

### Reacciones
Muinuddin Muhammad al-Isfizari mencionó que nunca nadie había visto ni escuchado de una batalla tan grande antes en aquella región. Shigi Qutuqu probablemente perdió a la mitad de su ejército y se retiró hacia Taloqan para unirse a su monarca. Muchos mongoles capturados fueron ejecutados clavándoles estacas por las orejas. Fue la primera derrota de los mongoles en una batalla campal ante un enemigo musulmán. Probablemente tomó por sorpresa a los jefes mongoles, no sólo por la derrota sino que por ser una batalla en campo abierto, ya que casi toda la campaña se dedicaron a asediar ciudades.
Después de la victoria, el sah envió a Gengis Jan un mensajero para decirle: «¿En qué lugar queréis que se combata, para que podamos llegar hasta allí?». Al enterarse de la derrota, Gengis Jan afirmó: «Kutuku está acostumbrado a la victoria y a la conquista, y nunca ha experimentado la crueldad del destino; ahora que la ha experimentado, será más cuidadoso, adquirirá experiencia y adquirirá el conocimiento adecuado de las situaciones militares».
Gengis Jan conquistó Taloqan poco después de la derrota e instó a los locales a marchar contra el sah. Con esa fortaleza sometida y reunido con sus hijos Chagatai, Ogodei y Tolui, amasó un enorme ejército. Al recibir estas noticias, decidió marchar hacia Gazni con todas sus fuerzas. Cuando pasaron por Paruán, Gengis Jan le preguntó a Shigi Qutuqu sobre las tácticas empleadas por él y Yalal ad-Din. Después que su hijo adoptivo las describiera, respondió despectivamente: «No conocían el lugar de la batalla, y ambos cometieron un error».
Los habitantes de Herat, al enterarse de la derrota mongola, se sublevaron y el jagán envió un ejército para destruirlos. Según Ibn al-Athir, después de la primera derrota, Gengis Jan envió otro gran ejército al mando de uno de sus hijos que fue vencido cerca de Kabul, sufriendo muchas bajas. Sverdrup, por otro lado, habla de dos batallas posteriores a Paruán: una entre un ejército corasmio liderado por un general llamado Orjan, en la que los corasmios fueron derrotados, y una segunda batalla entre un general mongol llamado Caqan y Yalal al-Din, en la que este triunfó. Sverdrup también menciona que «podría haber habido más de una acción». Debe mencionarse que la crónica de Juzjani relata que hubo dos batallas posteriores a Paruán.

### Deserciones
Sin embargo, posteriormente a la derrota estalló una disputa entre los emires Agruk y Amin Melik en la que Yalal ad-Din se mostró incapaz de mediar, resultando en la deserción medio ejército y la pérdida de la iniciativa lograda con Paruán.
Athir escribió que Agruk disputó con Amin Melik el reparto del botín, estallando una lucha en que murió un hermano del primero. Como el sah se negó a intervenir, Agruk afirmó: «¡Pongo en fuga a los infieles y mi hermano es asesinado por causa de esta ganancia mal habida!». Luego, se retiró con 30 000 hombres que lo siguieron. Yalal al-Din fue con él para convencerlo de volver, pero se negó. La misma historia y la misma cifra son repetidas en la crónica de Ibn Fadlallah al-Umari.
En su crónica, Juvayni mencionó que la disputa surgió por el reparto de los caballos capturados, resultando en la deserción masiva de los jalyi, turcomanos y gúridas, mientras que los turcos y corasmios permanecieron en Gazni. Entre los emires que desertaron estaban Agruk y A'zam Malik, quienes fueron a Ningarhar, feudo de este último. En total, entre 20 000 y 30 000 turcos jalyi, turcomanos y gúridas desertaron. Agruk, quien se quedó con 20 000 seguidores, entró en conflicto con el emir jalyi Nun Yahdar, quien tenía una fuerza equivalente a 5000 o 6000 tiendas. Aunque A'zam Malik intentó mediar para impedir una guerra entre musulmanes, Agruk atacó el campamento de Nun y le mató junto a muchos gúridas y jalyi.
Según Hamadani, Amin Melik y Agrak se pelearon por un caballo árabe blanco y el primero golpeó al otro con un látigo en la cabeza. Agrak permaneció tranquilo, pero en la noche se fue con sus fieles a las montañas de Kermán y Sikrán. Juzjani relataba que los jinetes tribales de Agruk, poco civilizados, se pelearon con los corasmios y ayamis por el reparto del botín. Poco después, Agruk desertó y Yalal ad-Din quedó sólo con los turcos. Gıyâseddîn-i Hândmîr también mencionaba que Amin Melik y Agrak se pelearon por un caballo y el primero azotó al segundo. Como el sah no intervino, Agrak desertó en la noche y se fue a Qanqarat, dejando a Yalal ad-Din sólo con los turcos.
Howorth afirma que Agruk desertó con 20 000 a 30 000 kankalis (turcos qangli), retirándose a Baluchistán. Poco después, Amin Melik hizo lo mismo y se fue a Herat (las fuentes primarias no mencionan que Amin Melik desertara).

### Primaria
Los libros son citados en números romanos y capítulos y párrafos en números arábigos. Entre paréntesis se usaron los apellidos de los editores o traductores de las ediciones usadas para indicar las páginas. 
- Ali ibn al-Athir. La historia completa. En Richards, D. S. (2016). The Chronicle of Ibn al-Athir for the Crusading Period from al-Kamil fi'I-Ta'rikh. The Years 589-629/1193-1231: The Ayyubids after Saladin and the Mongol Menace (en inglés) III. Londres: Routledge. Véase también en Öztürk, Mürsel (2013). Tarih-i Cihan Güşa (en turco). Ankara: TTK.
- Ata-Malik Juvayni. Historia del conquistador del mundo. En Boyle, John Andrew (1958b). The History of the World-Conqueror (en inglés) II. Cambridge: Harvard University Press.
- Bar Hebraeus. Cronografía. En Wallis Budge, Ernest Alfred Thompson (1932). Bar Hebraeus' Chronography (en inglés). Londres: Oxford University Press (numeración de páginas según el PDF).
- Gıyâseddîn-i Hândmîr. El amado de las carreras. En Siyaghi, Mohammad (2009). حبيب السير [Habib al-Siyar] (en persa). Isfahán: مرکز تحقیقات رایانه ای قائمیه. Véase en Hüsrev, Nâsır-ı (1915). Târîh-i Habîbü’s-Sîyer fî Ahbârî Efrâdi’l-Beşer (en turco) II. Teherán: Ez İntişârât-ı Hayyam (año 1333 del calendario islámico).
- Historia secreta de los mongoles. En Onon, Urgunge (2005).  Urgunge Onon, ed. Secret History of the Mongols (en inglés). Nueva York: Taylor & Francis. ISBN 0-203-98876-0. Véase también en De Rachewiltz, Igor (2022). The Secret History of the Mongols (en inglés) II. Leiden: Brill. ISBN 9789004531758.
- Ibn Fadlallah al-Umari. Historias de los profetas. En Batur, Ahsen (2014). Türkler Hakkında Gördüklerim ve Duyduklarım (Mesâliku’l-Ebsâr) (en turco). Estambul: Selenge yay. ISBN 978-605-4944-02-6.
- Minhaj-i Siraj Juzjani. Una historia general de las dinastías mahometanas de Asia. En Raverty, H. G. (1970). Tabakat-I-Nasiri (en inglés) II. Nueva Delhi: Oriental Books Reprint Corporation.
- Muinuddin Muhammad al-Isfizari. El Libro del Jardín del Paraíso sobre las Cualidades de la Ciudad de Herat. En Imam, Kazim Muhammad (1960). Ravzâtü’l-Cennât fî Evsâf-ı Medineti Herât (en turco) II. Teherán: Çaphane (usa calendario islámico). Véase también en Imam, Mohamed Kazim (1959). دروصف، معرفة الارضى و جغرافياى تاريخى روضات الجنات فى اوصاف مدينة هرات [Qitab rouzat al-jannat fi ausaf Medinat al-Herat] (en árabe). Teherán: Universidad de Teherán.
- Rashid-al-Din Hamadani. Compendium de Crónicas. En Arends, Alfred Kárlovich (1946). Сборник летописей (Книга 2) I. Moscú: Institut vostokovedenii︠a︡ (Akademii︠a︡ nauk SSSR). Véase también en Thackston, Wheeler McIntosh (1998). Rashiddun Fazlullah's Jamiʻuʼt-tawarikh. Compendium of Chronicles: A History of the Mongols (en inglés) 1. Cambridge: Harvard University Press.
- Shihab al-Din Muhammad al-Nasawi. Biografía de Jalal ad-Din Mingburnu. En Bunyatov, Ziya Musáyevich (1996). Сират ас-султан Джалал ад-Дин Манкбурны (en ruso). Moscú: Восточная литература.

### Moderna
- Atwood, Christopher (2004). Encyclopedia of Mongolia and the Mongol Empire (en inglés). Nueva York: Facts On File, Inc. ISBN 978-1-4381-2922-8.
- Buniyatov, Ziya M. (2015). A History of the Khorezmian State under the Anushteginids, 1097-1231 (en inglés). Samarcanda: IICAS. Traducción ruso-inglés por Shahin Mustafayev & Thomas Welsford.
- Davis, Erik (2022). The Shah and the Great Khan: the Mongol-Khwarazm war of 1217-1221 (en inglés). Calgary: University of Calgary.
- De Hartog, Leo (2004). Genghis Khan. Conqueror of the World (en inglés). Londres: Tauris. ISBN 9781860649721.
- Dupuy, Trevor Nevitt; Dupuy, Richard Ernest (1993). The Harper Encyclopedia of Military History (en inglés). Nueva York: Harper Collins Publishers. ISBN 9780062700568.
- Frye, Richard N. (1991). «Farwan (Also Parwan)». The Encyclopaedia of Islam (C-G) (en inglés) II. Leiden: Brill. ISBN 978-90-04-07026-4.
- Grousset, René (2011). Stepler İmparatorluğu Attila, Cengiz Han, Timur (en turco). Ankara: TTK. Traducción francés-turco de Halil İnalcık. ISBN 9789751624086.
- Howorth, Henry H. (1876). History of the Mongols from the 9th to the 19th Century: The Mongols proper and the Kalmusks (en inglés). Londres: Longmans, Green, and Co.
- Jacques, Tony (2007). Dictionary of Battles and Sieges: P-Z (en inglés) III. Santa Bárbara: ABC-CLIO. ISBN 9780313335396.
- Jalali, Ali Ahmad (2021). Afghanistan: A Military History from the Ancient Empires to the Great Game (en inglés). Lawrence: University Press of Kansas. ISBN 9780700632633.
- Man, John (2014). The Mongol Empire: Genghis Khan, His Heirs and the Founding of Modern China (en inglés). Londres: Transworld. ISBN 9781448154647.
- McLynn, Frank (2015). Genghis Khan: his conquests, his empire, his legacy (en inglés). Boston: Da Capo Press. ISBN 978-0-306-82395-4.
- Ratchnevsky, Paul (1992). Genghis Khan: His Life And Legacy (en inglés). Cambridge: Blackwell. Traducción alemán-inglés por Thomas Nivison Haining. ISBN 0-631-16785-4.
- Şahi̇n, Mustafa (2016). «Bir Yeniden Diriliş Öyküsü Parvan Şavaşı». Turkish Studies (en turco) XI (16): 115-130. ISSN 1308-2140.
- Sanders, Alan J. K. (2017). Historical Dictionary of Mongolia (en inglés) I. Lanham: Rowman & Littlefield Publishers. ISBN 9781538102275.
- Sverdrup, Carl F. (2017). The Mongol Conquests: The Military Campaigns of Genghis Khan and Sübe'etei (en inglés). Amherst: Helion & Company. ISBN 978-1913336059.
- Tanner, Stephen (2009). Afghanistan - A Military History from Alexander the Great to the War Against the Taliban (en inglés). Cambridge: Da Capo Press. ISBN 9780306818264.
- Tucker, Spencer C. (2010). A Global Chronology of Conflict: From the Ancient World to the Modern Middle East (en inglés) I. Santa Bárbara: ABC-CLIO.